# Negazionismo dell'Holodomor

Paesi che riconoscono ufficialmente l'Holodomor come un atto di genocidio

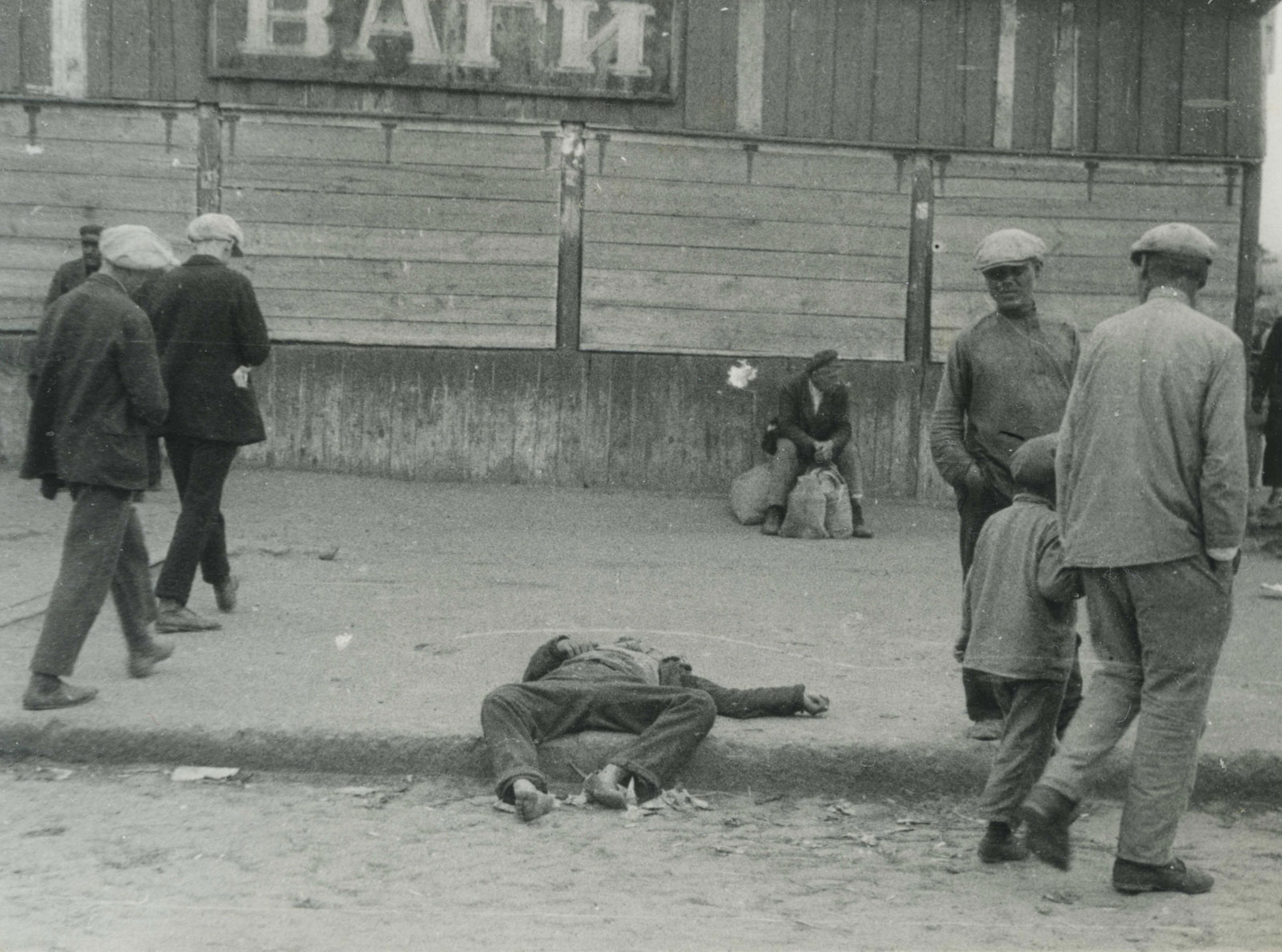
Cadavere di un uomo morto per fame in una strada di Kharkiv, 1932

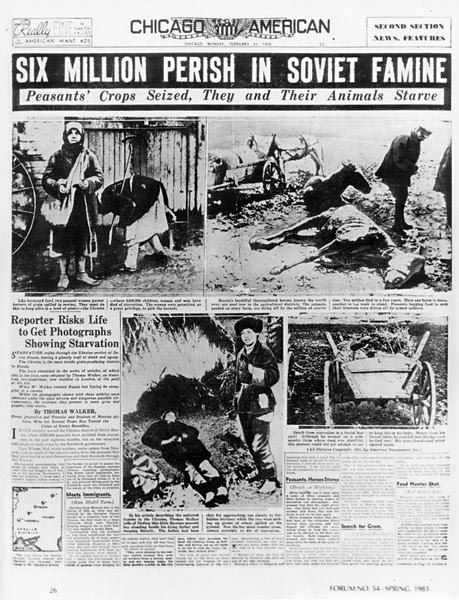
Prima pagina del Chicago American

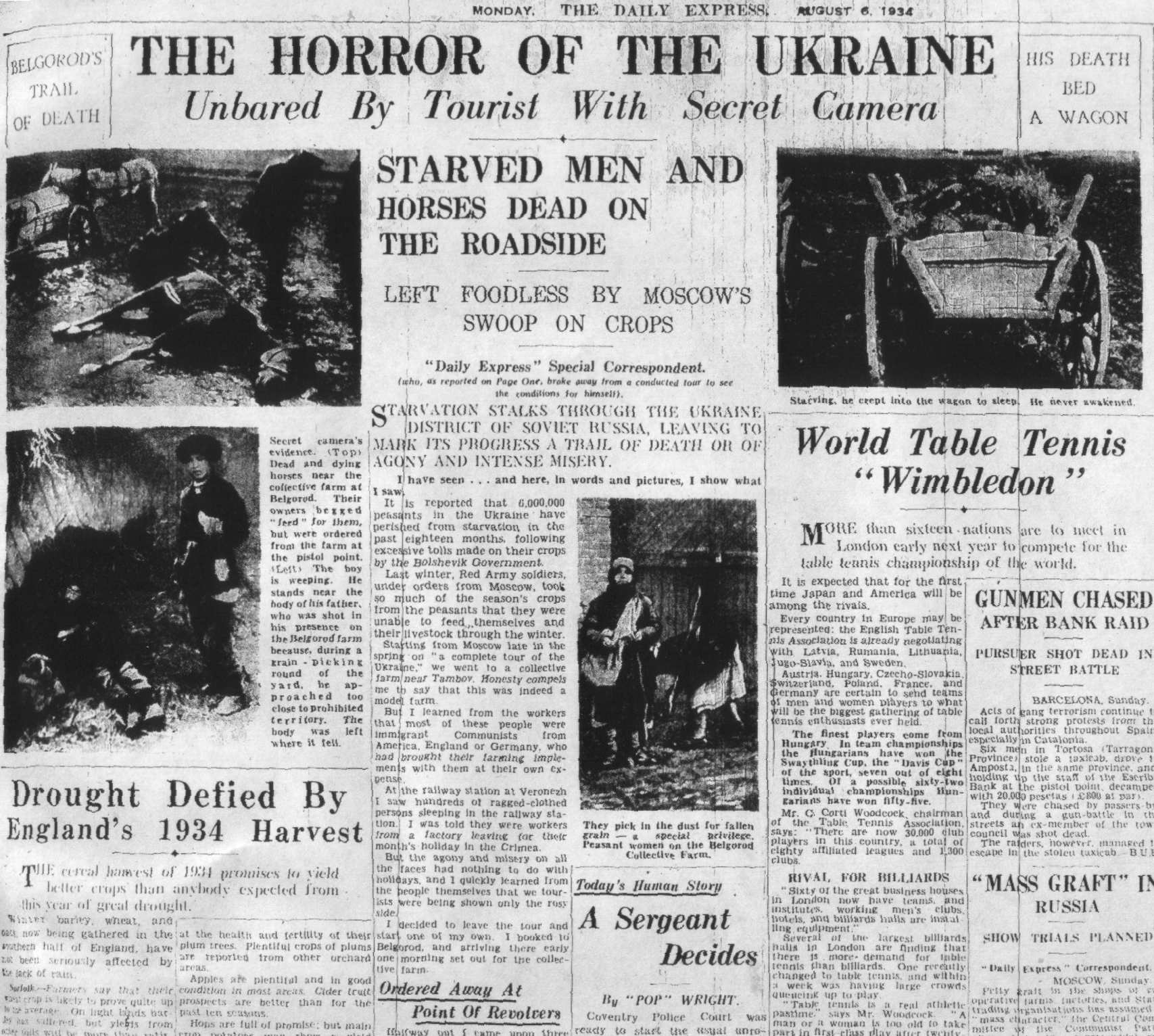
Daily Express, 6 agosto 1934

Con l'espressione negazionismo dell'Holodomor si intende il deliberato tentativo di negare l'esistenza o di minimizzare la portata degli eventi dell'Holodomor, nome attribuito alla carestia che si abbatté sul territorio dell'Ucraina dal 1932 al 1933 causando diversi milioni di morti.

## La negazione dell'Holodomor nel discorso ufficiale sovietico
La negazione e il silenzio sull'Holodomor caratterizzarono la propaganda sovietica ufficiale sino agli inizi degli anni '80. 
Le autorità sovietiche vietarono ogni discussione sulla carestia. Lo storico ucraino Stanislav Kulchytsky dichiarò che il governo sovietico gli ordinò di falsificare le sue scoperte e di descrivere la carestia come un inevitabile disastro naturale, per assolvere il Partito Comunista e garantire l'eredità di Stalin.
Nel 1987, il Primo Segretario del Partito Comunista dell'Ucraina Vladimir Vasil'evič Ščerbickij attribuì alla concomitanza tra siccità imprevista e agli eccessi della collettivizzazione sovietica le cause della carestia. Ščerbickij sostenne che il governo sovietico fece comunque tutto il possibile per aiutare la popolazione ucraina e kazaka durante la carestia.
Tali posizioni trovarono sostenitori anche in ambito occidentale. Giornalisti e intellettuali come George Bernard Shaw, Walter Duranty e Louis Fischer contribuirono alla diffusione nei media occidentali della propaganda sovietica sull'Holodomor.

## La questione del genocidio nel dibattito accademico contemporaneo
Gli studiosi continuano a discutere se l'Holodomor sia stato un evento (da un lato) artificiale, intenzionale e genocida o (dall'altro) naturale, non intenzionale ed etnicamente neutrale. La questione se l'Holodomor sia o meno un genocidio è un problema significativo nella politica moderna e non esiste un consenso internazionale sul fatto che le politiche sovietiche rientrino nella definizione legale di genocidio.
Le posizioni accademiche sono variegate:
- Raphael Lemkin, James Mace, Norman Naimark e Timothy Snyder considerano l'Holodomor un genocidio e il risultato intenzionale delle politiche staliniste. Accademici quali James E. Mace, Andrea Graziosi, e Timothy Snyder hanno affermato come la carestia del 1931 abbia interessato l'intera Unione Sovietica, come risultato della collettivizzazione e della cattiva gestione da parte del governo. Tuttavia in seguito all'emergere della carestia, questa venne facilitata e acuita da Stalin con l'intento di colpire la popolazione rurale ucraina.[14][15]
- Michael Ellman considera l'Holodomor un crimine contro l'umanità, ma sostiene che non ci siano prove sufficienti per considerarlo un genocidio.
- Robert Conquest e Steven Rosefielde considerano le morti principalmente dovute alle politiche pubbliche intenzionali, non alla scarsità dei raccolti. Robert Conquest ritiene che il negazionismo dell'Holodomor sia stato il primo esempio significativo dell'uso della tecnica propagandistica nota come große Lüge delineata da Hitler nel Mein Kampf.[16] Campagne di simile tenore vennero condotte per distogliere l'attenzione dai processi di Mosca e dal sistema Gulag.[16]
- Robert Davies, Stephen Kotkin e Stephen Wheatcroft considerano le morti in gran parte non intenzionali, poiché Stalin avrebbe agito per ridurle, ma in modo insufficiente. I lavori di storici, tra cui Hiroaki Kuromiya, R. W. Davies e Stephen G. Wheatcroft, pur affermando l'esistenza della carestia, hanno sottolineato come diversi elementi smentiscano l'interpretazione dell'Holodomor come un evento pianificato in funzione anti-ucraina.[17]
- Mark Tauger considera l'Holodomor principalmente il risultato di condizioni naturali e di una politica economica fallimentare, non di una politica pubblica intenzionale.

Al di fuori del dibattito accademico storiografico, autori come Grover Furr e Douglas Tottle (attivista sindacale e insegnante di Winnipeg) sostengono che la carestia non fosse un genocidio e descrivono le posizioni avverse come propaganda nazionalista ucraina. In Fraud, Famine and Fascism (1987), Tottle definisce l'Holodomor un "mito" creato dai nazionalisti ucraini, e afferma che la causa principale della carestia siano state le condizioni meteorologiche, in particolare la siccità, e che buona parte possa essere attribuita al sabotaggio dei raccolti da parte dei kulaki. Una parte sostanziale del libro cerca inoltre di screditare le ricerche degli storici occidentali che in quel periodo stavano studiando la carestia, in particolare Robert Conquest della Stanford University e James E. Mace di Harvard.
Aleksandr Solženicyn ha sostenuto il 2 aprile 2008 a Izvestija che la carestia degli anni Trenta in Ucraina sia stata simile alla carestia russa del 1921-1922, poiché entrambe furono causate dalla spietata rapina dei contadini da parte del sistema bolscevico e ha sostenuto che non si fosse trattato di un genocidio.

## La questione dell'Holodomor nella politica contemporanea

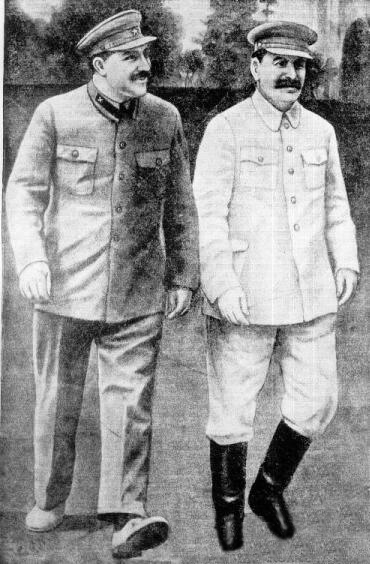
Lazar Kaganovič (a sinistra) ebbe un ruolo rilevante nell'imporre le politiche di Stalin che portarono allo Holodomor.

Che l'Holodomor sia stato un genocidio o fosse etnicamente cieco, che sia stato artificiale o naturale, e che sia stato intenzionale o non intenzionale, sono questioni di significativo dibattito moderno. L'evento è considerato un genocidio dall'Ucraina, un crimine contro l'umanità da parte del Parlamento europeo.
Nel 2008 la camera bassa del parlamento della Federazione Russa ha condannato il "disprezzo per la vita delle persone" da parte del regime sovietico, sostenendo però che non vi siano prove che la carestia del 1932-1933 in Ucraina sia stata un atto di genocidio. Nel 2017 la portavoce del ministero degli Esteri russo Marija Zacharova ha dichiarato che l'uso, da parte del governo ucraino, di terminologie come "il genocidio degli ucraini", abbia solo motivazioni politiche e che queste contraddirebbero i fatti storici. La Zacharova ha dichiarato che la carestia sia stata in realtà il risultato congiunto delle gravi siccità e della collettivizzazione forzata che colpirono "l'Ucraina, la Bielorussia, il Kazakistan, la regione del Volga, il Caucaso settentrionale, la Siberia occidentale e gli Urali meridionali".
Precedentemente, nel 10 novembre 2003 presso le Nazioni Unite, 25 paesi, tra cui Russia, Ucraina e Stati Uniti, hanno firmato una dichiarazione congiunta sul settantesimo anniversario della Holodomor con il seguente preambolo:
 Nell'ex Unione Sovietica milioni di uomini, donne e bambini furono vittime delle crudeli azioni e politiche del regime totalitario. La Grande Carestia del 1932-1933 in Ucraina (Holodomor), prese da 7 a 10 milioni di vite innocenti e divenne una tragedia nazionale per il popolo ucraino. A questo proposito, prendiamo nota delle attività in commemorazione del settantesimo anniversario di questa carestia, in particolare quelle organizzate dal governo ucraino.

Onorando il settantesimo anniversario della tragedia ucraina, commemoriamo anche la memoria di milioni di russi, kazaki e rappresentanti di altre nazionalità che morirono di fame nella regione del fiume Volga, nel Caucaso settentrionale, in Kazakistan e in altre parti dell'ex Unione Sovietica, come risultato della guerra civile e della collettivizzazione forzata, lasciando profonde cicatrici nella coscienza delle generazioni future.
Alexei Bayer paragona l'Holodomor alla carestia irlandese del 1845-1849 che ebbe luogo in Irlanda sotto il dominio britannico, che sarebbe stata oggetto di controversie e dibattiti simili.

### Legislazione
Il parlamento ucraino ha riconosciuto per la prima volta l'Holodomor come genocidio nel 2003 e nel 2006 ha criminalizzato sia il negazionismo dell'Holodomor che il negazionismo dell'Olocausto. 
Secondo la legge ucraina, "la negazione pubblica dell'Holodomor del 1932-1933 in Ucraina è riconosciuta come un insulto alla memoria di milioni di vittime dell'Holodomor, un'umiliazione della dignità del popolo ucraino, ed è illegale".
Nel 2010, la corte d'appello di Kiev decretò che l'Holodomor fosse un atto di genocidio e ne ritenne responsabili Stalin, Lazar Kaganovič, Stanislav Kosior, Pavel Postyšev, Mendel Chataevič, Vlas Čubar' e altri leader bolscevichi.
L'Unione europea e numerose nazioni del mondo riconoscono l'Holodomor come genocidio vietandone formalmente la negazione. L'Italia ha riconosciuto il genocidio ucraino nel 2023.